# Andrés Escobar
Andrés Escobar Saldarriaga (13. marts 1967 – 2. juli 1994) var en colombiansk fodboldspiller, der blev skudt og myrdet i sin hjemby Medellín, formentlig som følge af det selvmål han scorede under VM i 1994 i en kamp mod værtslandet USA få uger forinden.

## Karriere
Escobar startede sin seniorkarriere i 1987 og spillede, kun afbrudt af et etårigt ophold hos BSC Young Boys i Schweiz, hele sin karriere hos Atlético Nacional i Medellín. For det colombianske landshold nåede han at spille i alt 50 kampe og score ét mål. Den enlige scoring faldt i en venskabskamp på Wembley Stadium mod England i 1988. Han var en del af den colombianske trup til VM i 1990, Copa América i 1991 og VM i 1994.

## VM i 1994
Efter at have kvalificeret sig til VM i 1994 blev Colombia placeret i slutrundens Gruppe A. Efter at have tabt den første kamp mod Rumænien havde colombianerne brug for en sejr i deres andet opgør, der stod mod værtsnationen USA den 22. juni. Efter 34 minutters spil opstod den for Escobar fatale episode, da han efter et indlæg fra amerikaneren John Harkes skubbede bolden i eget net til amerikansk føring på 1-0 (se målet under eksterne henvisninger). Colombianerne tabte kampen 1-2, og var som følge heraf ude af turneringen.

## Død
Få dage efter colombianernes hjemkomst efter skuffelsen ved VM, blev Escobar den 2. juli 1994 skudt og myrdet udenfor en bar i hjembyen Medellín. Drabet betragtes som en straf for hans selvmål, der angiveligt kostede colombianske narkobaroner store summer i forbindelse med bookmaking. Drabsmanden blev senere identificeret som Humberto Muñoz Castro, og idømt 43 års fængsel. Han blev dog løsladt i 2005, efter kun 11 års afsoning.